# Фінансові піраміди в Албанії
Фінансові піраміди в Албанії з'явилися в 1991 році після остаточного усунення комуністів від влади. Першу піраміду створив Хайдін Сейдія (алб. Hajdin Sejdia), а після початку будівництва готелю в центрі Тірани втік до Швейцарії з коштами в кілька мільйонів доларів США. Територія, де збиралися побудувати готель, в народі назвали «Дірою Хайдіна Сейдії»: спроба облаштувати на місці готелю парк провалилася, і зрештою цей район вподобали повії. Згодом деякі з кредиторів Сейдії були вбиті, а частина коштів, за припущеннями, осіла на рахунках у закордонних банках. За звинуваченням у шахрайстві та організації фінансових пірамід був заарештований також колишній економічний радник прем'єр-міністра Фатоса Нано, який в результаті сів до в'язниці .
Банкрутство більше 25 фірм і підсумковий розвал усіх фінансових пірамід привів до серії масових заворушень у 1997 році, які поставили країну на межу громадянської війни. Усього в албанських громадян організатори фінансових махінацій відібрали різними способами близько 1,2 мільярда доларів США .

## Піраміди

### Sudja
У 1993 році Максуде «Суддя» Кадьона, яка працювала на взуттєвому заводі, заснувала фірму «Sudja» . За шахрайство Кадьона була заарештована албанською поліцією, але, за іронією долі, її затримали в напіврозваленому будинку. Піраміда діяла на території Тірани, і її розвал став одним із приводів для заворушень.

### Vefa
Найбільшою пірамідою Албанії була «Vefa Holding», заснована в 1994 році Вехбі Алімуджа і діяла по всій країні, вкладаючи кошти в будівництво готелів, заправок, магазинів і заводів. 26 травня 1996 року в супермаркеті «Vefa» прогримів вибух, за кілька тижнів до виборів у країні. У 1998 році компанія збанкрутувала, а її президента відправили за ґрати.

### Gjallica
Фірма «Gjallica» була створена трьома колишніми співробітниками держбезпеки, уродженцями Кукеса, а на чолі компанії стояв Шесміє Кадрія. Центр — Вльора. 5 лютого 1997 року компанія збанкрутувала, що викликало хвилю протестів і антиурядових виступів у Вльорі.

### Demokracia Popullore— Xhaferri
Цей фонд з'явився в 1995 році, діючи в селах Лушня, Фієр і Берат; де-факто це була одна з найсильніших фінансових пірамід у країні. 22 січня 1997 року був заарештований її творець Ррапуш Джаферрі, арешт призвів до масових протестів в Лушні 24 і 25 січня.

### Populli
Компанія «Populli» з'явилася 16 липня 1996 року, діючи на тій же території, що і «Xhaferri». На чолі компанії стояв колишній співробітник держбезпеки Албанії Башкім Дріза, який фінансував передвиборчі кампанії опозиційних албанських партій. У 1997 році він утік із країни на вертольоті у розпал заворушень.

### Інші
Крім вищевказаних, у країні діяли фінансові піраміди з назвами «Kamberi», «Cenaj», «Silva», «Malvasia», «Kambo», «Grunjasi», «Dypero», «Bashkimi», «Beno», «Pogoni», «B & G», «Kobuzi», «Arkond», «Adelin», «A. Delon», «Agi», «M. Leka Company», «Global Limited Co.» і «Çashku».

## Рейтинг за кількістю кредиторів
| Піраміда | Кредиторів |
| -------- | ---------- |
| VEFA     | 59 005     |
| Cenaj    | 19 078     |
| Kamberi  | 13 241     |
| Sude     | 12 991     |
| Beno     | 10 793     |
| Gjallica | 8632       |
| Silva    | 4490       |
| M.Leka   | 2464       |
| Global   | 1793       |
| Разом    | 132 487    |